# Прапор Сен-Жосс-тен-Ноде
Прапор Сен-Жосс-тен-Ноде — муніципальний прапор брюссельської комуни Сен-Жосс-тен-Ноде. В описі написано: 
Дві однаково довгі смужки синього і червоного кольорів.
Кольори прапора походять від герба комуни.

Герб Сен-Жосс-тен-Ноде